# Ziarniniakowatość z zapaleniem naczyń
Ziarniniakowatość z zapaleniem naczyń (dawniej: ziarniniak Wegenera, ziarniniakowatość Wegenera) – choroba układowa z  martwiczym zapaleniem małych i średnich naczyń, która obejmuje głównie górne drogi oddechowe, płuca i nerki.

## Epidemiologia
Ziarniniakowatość z zapaleniem naczyń jest rzadką chorobą. Częstość występowania ocenia się na 2,5–15 osób na 100 000 (zależnie od kraju), a roczną zapadalność 0,5–1 na 100 000. 
Obie płcie chorują jednakowo często. Choroba pojawia się w każdej grupie wiekowej, ale zwykle dotyka osób w wieku 45–65 lat. W ponad 80% przypadków są to osoby rasy białej.

## Objawy kliniczne i przebieg
Występują mało swoiste objawy ogólne: osłabienie, gorączka, chudnięcie, brak apetytu. Ponadto na obraz kliniczny choroby składają się krwawienia z nosa, krwioplucie, krwotoki płucne. Zmiany owrzodzeniowe mogą dotyczyć przewodów nosowych i przegrody nosowej. Może wystąpić zapalenie zatok przynosowych i ucha środkowego, uszkodzenie słuchu, zapalenie twardówki oka.
Charakterystyczne są też kaszel, zapalenie oskrzeli, nacieki w płucach, zajęcie nerek z postępującą ich niewydolnością. We krwi obwodowej stwierdza się leukocytozę obojętnochłonną, trombocytozę, przyspieszone OB, niedokrwistość normocytową i prawidłową aktywność dopełniacza. Charakterystyczne dla choroby są przeciwciała c-ANCA; rzadziej występują p-ANCA. W razie zajęcia przez proces chorobowy nerek pojawiają się zmiany w moczu i podwyższone stężenie kreatyniny.
| Postacie choroby        | Definicja choroby |
| ----------------------- | --- |
| postać ograniczona      | choroba ograniczona jedynie do górnych lub dolnych dróg oddechowych, bez objawów ogólnych i zajęcia innych narządów                  |
| postać wczesna układowa | choroba z każdym innym objawem, poza objawami zagrażającymi życiu lub zagrażającymi funkcjonowaniu innych ważnych dla życia narządów |
| postać układowa         | choroba przebiegająca z upośledzeniem nerek (stężenie kreatyniny < 500 μmol/l (5,6 mg/dl)) lub innych narządów                       |
| postać ostra            | choroba przebiegająca z upośledzeniem nerek (stężenie kreatyniny > 500 μmol/l (5,6 mg/dl)) lub innych narządów.                      |
| postać lekooporna       | choroba postępująca mimo leczenia cyklofosfamidem i kortykosteroidami                                                                |

## Leczenie
W celu indukcji remisji choroby w postaci ograniczonej i wczesnej układowej stosuje się lek immunosupresyjny (metotreksat albo azatioprynę) i kortykosteroidy. Postać układową i ostrą choroby leczy się cyklofosfamidem i kortykosteroidami. W postaci lekoopornej stosuje się, między innymi, immunoglobuliny i leki biologiczne.
W celu podtrzymania remisji we wszystkich postaciach choroby stosuje się lek immunosupresyjny (metotreksat albo azatioprynę) i kortykosteroidy.
Inne leki, które można zastosować, aby zmniejszyć liczbę niepożądanych objawów spowodowanych lekami podstawowymi, to mesna (działa ochronnie na pęcherz moczowy; powinno się ją stosować razem z cyklofosfamidem) i kotrimoksazol.

## Rokowanie
Im wcześniej rozpocznie się leczenie choroby, tym rokowanie jest lepsze. Jeżeli w momencie rozpoznania choroby doszło do zajęcia nerek, rokowanie jest nieco gorsze, jednak choroba przebiega w tak indywidualny sposób dla każdego, że rokowania określa się dla konkretnego przypadku. Około 10% chorych cierpi na postać lekooporną, co jednak nie wyklucza alternatywnego leczenia.

## Historia
Pierwszym, który opisał tę jednostkę chorobową (w 1897), był Peter McBride, a do wiedzy o jej patogenezie wiele wniósł Heinz Karl Ernst Klinger. Pełny obraz choroby przedstawił niemiecki patolog Friedrich Wegener, co przyczyniło się do uhonorowania go w jej nazwie. W roku 1990 Amerykańskie Kolegium Reumatologiczne opublikowało kryteria rozpoznawania tego schorzenia. 
7 listopada 2010 roku podjęto, ze względu na związki Wegenera z nazizmem, decyzję o zmianie nazwy z Wegener's granulomatosis („ziarniniakowatość Wegenera”) na granulomatosis with polyangiitis (dosłownie „ziarniniakowatość z zapaleniem wielonaczyniowym”).